# KWC 360
Der Containerschiffstyp KWC 360 der Rendsburger Kröger-Werft wurde in einer Serie von mindestens 17 Einheiten gebaut.

## Einzelheiten
Die Baureihe KWC 360 der Rendsburger Kröger-Werft wurde in den Jahren 1995 bis 1998 für verschiedene deutsche und ausländische Reedereien gebaut. Einen Teil der Rümpfe baute die rumänische Werft Navol S.A. aus Oltenita. In den Jahren 2005/06 kamen vier Nachbauten des Typs von der chinesischen Werft Weihai Shipyard. Der Entwurf geht auf die Anfang der 1990er Jahre bei Kröger gebauten und mit 999 Bruttoregistertonnen vermessenen Feederschiffe Sybille und Johanne zurück.
Die Schiffe sind als Mehrzweck-Trockenfrachtschiffe mit weit achterem Deckshaus ausgelegt. In der Hauptsache werden sie im Containerfeedertransport eingesetzt. Die Containerkapazität beträgt 366 TEU, bei homogen beladenen 14-Tonnen-Containern sind es noch 220 TEU. Die Schiffe besitzen einen einzelnen boxförmigen Laderaum, dessen Besonderheit das Fehlen eines Lukensülls ist. Die verstärkte obere Süllbank, die normalerweise den oberen Abschluss des Lukensülls bildet, ist beim Typ KWC 366 direkt in das Hauptdeck eingelassen und damit ein wichtiger Teil des oberen Gurtungsdecks. Drei der Schiffe, die ehemaligen Henny, Betsy und Heike wurden später an eine italienische Reederei veräußert, die sie, durch den Aufbau eines zusätzlichen Lukensülls und das Entfernen der Containereinrichtungen im Laderaum wie den Cellguides, zu Mehrzweckfrachtern umbauen ließ.
Ein Charakteristikum des Typs ist die beidseitig nach außen vorstehende Containeraussparung im Vorschiffsbereich (sie ermöglicht zwei TEU mehr Stellplatz an Deck), ein anderes die achtere Verlängerung des Wasserlinienbereiches am Spiegelheck.
Der Antrieb der Schiffe besteht aus einem Viertakt-Dieselmotor der Hersteller MAN B&W beziehungsweise Caterpillar-MaK mit Leistungen von rund 3900 kW. Der Motor treibt einen Wellengenerator und den Verstellpropeller an und ermöglicht eine Geschwindigkeit von 15 Knoten. Weiterhin stehen zwei Hilfsdiesel und ein Notdiesel-Generator zur Verfügung. Die An- und Ablegemanöver werden durch ein Bugstrahlruder unterstützt.

## Bauliste
| Kröger Typ KWC 360 Containerschiffe | Kröger Typ KWC 360 Containerschiffe | Kröger Typ KWC 360 Containerschiffe | Kröger Typ KWC 360 Containerschiffe | Kröger Typ KWC 360 Containerschiffe          | Kröger Typ KWC 360 Containerschiffe                                                  |
| Bauname                             | Bauwerft/ Baunummer                 | IMO- Nummer                         | Ablieferung/ Baujahr                | Auftraggeber                                 | Umbenennungen und Verbleib                                                           |
| ----------------------------------- | ----------------------------------- | ----------------------------------- | ----------------------------------- | -------------------------------------------- | ------------------------------------------------------------------------------------ |
| Jenna Catherine                     | Kröger/1533                         | 9109081                             | 1995                                | H. M. Lüdke, Rendsburg                       | 2008 Kholmogory                                                                      |
| Ute Johanna                         | Kröger/1534                         | 9118355                             | 1995                                | H. E. & J. P. Lüdke, Rendsburg               | 2009 Zeya                                                                            |
| Jin Man Jiang                       | Kröger/1536                         | 9142409                             | 1996                                | Chongqing Marine Shipping Company            | 1996 Goldrich River, 2002 Jin Man Jiang, 2015 Jin Man Jiang 1, 2017 Shun Chao 9      |
| Jin Man He                          | Kröger/1537                         | 9142411                             | 1996                                | Chongqing Marine Shipping Company            | 2012 UCCL Alara, 2016 Yousef S, 2016 Shuttle 2, 2018 Pascal                          |
| Jin Man Hu                          | Kröger/1538                         | 9142423                             | 1997                                | Chongqing Marine Shipping Company            | 2012 Tai Cang Hu, 2015 Tai Cang Hu 1                                                 |
| Jin Man Hai                         | Kröger/1539                         | 9142435                             | 1997                                | Chongqing Marine Shipping Company            | 2012 Bulgarie                                                                        |
| Barbara                             | Kröger/1540 Rumpf Navol 360         | 9142447                             | 1996                                | H. G. Saßmannshausen, Rendsburg              | 2009 Sider Caprera, 2011 Ara Bremen, 2011 Medazov Rosa, 2015 Allegro                 |
| Henny                               | Kröger/1542                         | 9143403                             | 1997                                | Reederei Karl Schlüter, Altenhof             | 2009 Sider Capri, 2017 Radiant, 2019 Ozsoy                                           |
| Betsy                               | Kröger/1541                         | 9143398                             | 1998                                | Reederei Karl Schlüter, Altenhof             | 2003 Betsy S, 2009 Sider Ponza, 2016 Ponza, 2018 AST Malta                           |
| Bremer Zukunft                      | Kröger/1543                         | 9143415                             | 1998                                | Reederei Bruno Bischoff, Bremen              | 2000 Admiral Star, 2001 Uppland, 2004 Condor, 2006 Europe Orion, 2008 Orion          |
| Heike                               | Kröger/1544                         | 9173446                             | 1998                                | Reederei Karl Schlüter, Altenhof             | 2009 Sider Panarea, 2015 FG Levent                                                   |
| Ute                                 | Navol/1545                          | 9189574                             | 1999                                | Reederei Karl Schlüter, Altenhof             | 2004 Ute S, 2009 Pride of Sneek, 2013 Sven-D, 2014 Juan Diego                        |
| Bonnie Rois                         | Kröger/1546                         | 9178422                             | 1998                                | J. P. Lüdke, Rendsburg                       | 2010 Stefania Mikhaela, 2014 Sun Unicorn                                             |
| Amsteldijk                          | Weihai/CZ053                        | 9274264                             | 2005                                | Navigia Shipmanagement, Groningen            | 2013 Progreso                                                                        |
| Spaarnedijk                         | Weihai/CZ054                        | 9285457                             | 2005                                | Navigia Shipmanagement, Groningen            | 2007 Europe Aquarius, 2007 Spaarnedijk, 2013 Spaarne, 2013 Johan, 2013 Johan Fortune |
| Baltic Sea                          | Weihai/CZ056                        | 9330941                             | 2005                                | Bernd Meyering Verwaltungs GmbH, Haren (Ems) | 2012 Guadalupe                                                                       |
| Trans Alrek                         | Weihai/CZ058                        | 9330953                             | 2006                                | Reederei Speck, Hörsten                      | 2014 Alrek                                                                           |